# Sarah Garner
Sarah Garner (* 21. Mai 1971 in Kaiserslautern) ist eine ehemalige US-amerikanische Leichtgewichts-Ruderin.  
Sarah Garner nahm von 1987 bis 1989 mit dem Achter an den Junioren-Weltmeisterschaften teil und belegte zweimal den vierten und einmal den fünften Platz. 
Bei den Ruder-Weltmeisterschaften 1996 in Glasgow trat Sarah Garner im Leichtgewichts-Einer an und erhielt hinter der Rumänin Constanța Burcică und der Französin Bénédicte Luzuy die Bronzemedaille. Im Jahr darauf bei den Weltmeisterschaften 1997 auf dem Lac d’Aiguebelette siegte Garner vor Luzuy. 1998 bildete Garner zusammen mit Christine Collins einen Leichtgewichts-Doppelzweier und gewann den Titel bei den Weltmeisterschaften in Köln vor den Booten aus Deutschland und Rumänien. 1999 im kanadischen St. Catharines siegten die Rumäninnen Constanța Burcică und Camelia Macoviciuc vor Collins und Garner. Bei den Olympischen Spielen 2000 in Sydney gewannen Constanța Burcică und Angela Alupei die Goldmedaille knapp vor den Deutschen Valerie Viehoff und Claudia Blasberg, mit über drei Sekunden Rückstand sicherten sich Collins und Garner die Bronzemedaille.